# 特羅亞尼 (桑博爾區)
49°26′38″N 23°15′59″E / 49.44389°N 23.26639°E
特羅亞尼（烏克蘭語：Трояни），是烏克蘭西部的村莊，隸屬利維夫州的桑比爾區。該村始建於1647年，面積1.4平方公里，海拔高度309米，2021年人口72，人口密度每平方公里62.14人。